# حجامة صينية
الحجامة الصينية أو الشفط بالإبرة الدقيقة أو سيتولوجيا الشفط بالإبرة الدقيقة هي أداة تشخيصية تستخدم للتحري عن وجود كتل سطحية (تحت الجلد). في هذه الطريقة يتم وضع ابرة رفيعة مجوفة في الكتلة لفحص خلاياها التي سيتم صبغها ثم فحصها تحت الميكروسكوب. من ممكن أن يكون فحص الخزعة سيتولوجيا (تقييم الخلايا) أو هيستولوجيا (خزعة - تقييم النسيج الخلوي). خزعات الشفط بالإبرة الدقيقة امنة جدا، وتعد عمليات جراحية صغرى. غالبا من الممكن تجنب خزعات العمليات الجراحية العظمى (الاستئصالاية أو المفتوحة) عن طريق الشفط بالإبرة الدقيقة. ويرجع هذا الاختراع إلى أكثر من ألفي عام وتستخدم مع الوخز بالإبر لفتح منافذ الطاقة في حالات تشنج الرقبة /الزكام/ الشقيقة/ وآلام القولون العصبي. تصنف الحجامة ضمن طرق الطب البديل إلا انه لم يثبت علميا إلى حد الآن فعاليتها في علاج أي مرض. علميًا، انتُقدت الحجامة بكونها علمًا زائفًا وممارستها دجل. على الرغم من الادعاءت بمساهمتها في علاج بعض الحالات كارتفاع الحرارة، وألم أسفل الظهر المزمن، والشهية الضعيفة، وضعف الهضم، وارتفاع ضغط الدم، والأنيميا، إلا أنه لا يوجد أي دليل علمي على وجود أي فائدة صحية لها، كما أن لها أضرارًا خاصة الحجامة الرطبة والنارية.
يعود أصل الحجامة إلى الصينيين القدماء وتمارس جنبا إلى جنب مع الوخز بالإبرالمعتمد على مسارات الطاقة التي حددها قدماء الصينيين إذ يقولون ان الأمراض تنشأ عند انسداد منافذ طاقة الجسم الرئيسية الأمر الذي يستدعى تحريك كأس مفرغة من الهواء على طول خط الطاقة المراد فتح منافذه وبالتالى فان الحجامة تفتح المسالك لخروج ما يعتبره مروجو هذه الطريقة الطاقة المحتبسة أو السموم التي توجد داخل الجسم.

كان أول شفط بالإبرة الدقيقة كان في مركز مايمونيدس الصحي في الولايات المتحدة الأمريكية في عام 1981، وبذلك تم إلغاء الحاجة للعمليات وللإدخال إلى المستشفى. اليوم هذه الطريقة تستخدم لتشخيص السرطان والأمراض الالتهابية.

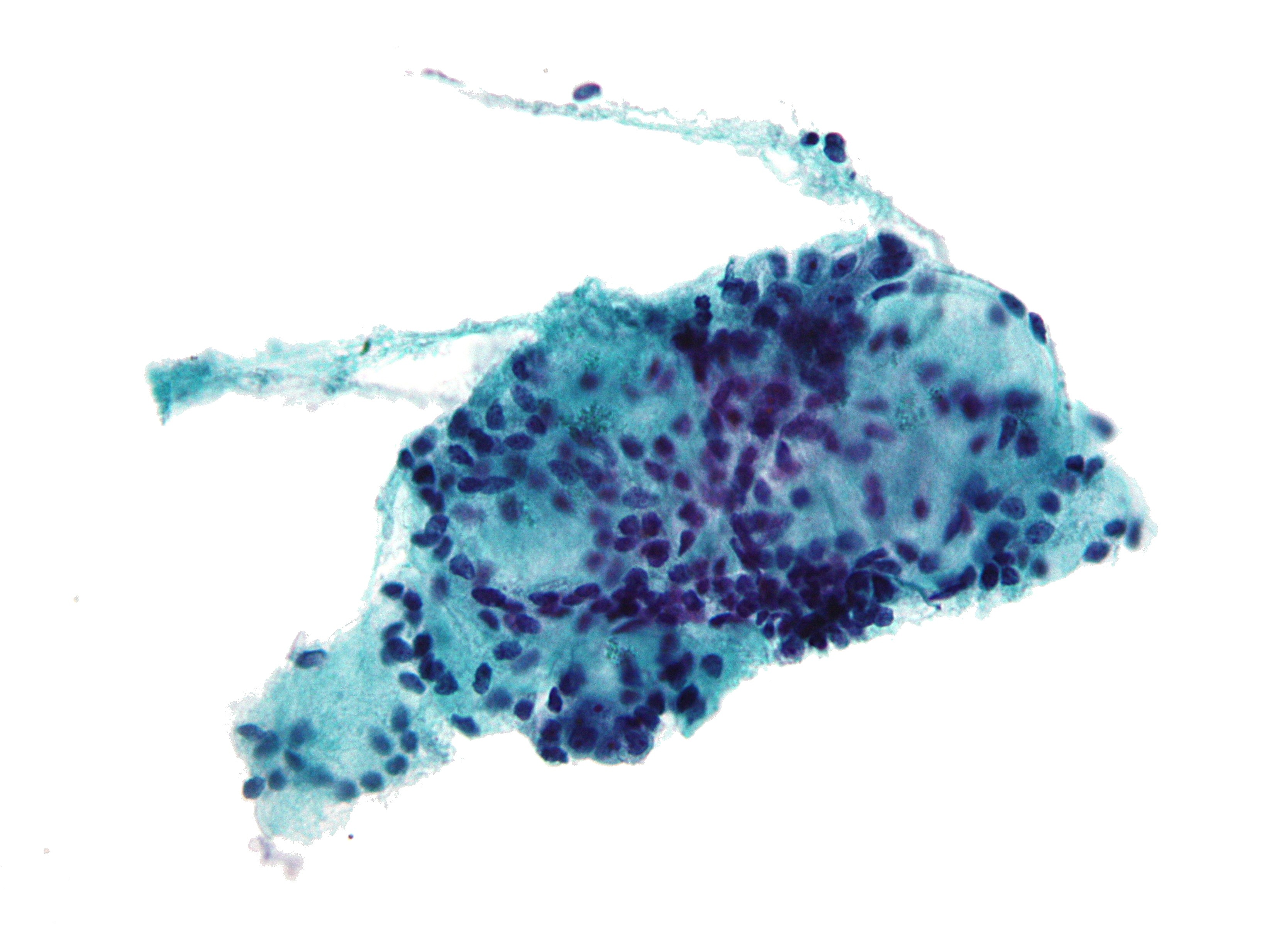
صورة مجهرية لعينة خزعة مشفوطة بالإبرة لغدة لعابية تظهر سرطانة غدانية كيسية

الخزعة المشفوطة بالإبرة هي أكثر أمانا وأقل ألما من الخزعة الجراحية المفتوحة، والمضاعفات الخطيرة غالبا نادرة اعتمادا على المكان في الجسم. المضاعفات الشائعة تتضمن الكدمات والوجع. يوجد نسبة خطأ لأن الخزعة صغيرة جدا (بضع خلايا)، ومن الممكن ان تفقد الخلايا التي تسبب المشاكل/الأمراض، وذلك يؤدي إلى نتيجة خاطئة. وهناك أيضا خطر أن الخلايا لن تعطي تشخيصا نهائيا.

## التطبيقات
هذا النوع من أخذ المحتويات نقوم بإجرائه لأحد من هذه الأسباب:
1. تأخذ الخزعة من الكتلة أو كتلة النسيج عندما يوجد التساؤل عن طبيعته.
2. للأورام المعروفة، الخزعة يتم اجرائها لمعرفة تأثير العلاج أو لأخذ النسيج لدراسات محددة.

عندما يمكن لمس الكتلة، فإن الخزعة غالبا ما يتم اجرائها بواسطة جراح اواختصاصي الباثولوجيا الخلوية. في هذه الحالة، العملية غالبا قصيرة وبسيطة. من ناحية أخرى، يمكن اجرائها بواسطة اخصائي الأشعة، طبيب متدرب على إجراء مثل هذه الخزعات مستخدما الأشعة أو الموجات فوق الصوتية لمعرفة مكان أخذ الخزعة. في هذه الحالة، من الممكن ان تتطلب العملية تجهيزات واسعة ووقت أكثر.
أيضا، الشفط بالأبرة الدقيقة هو الطريقة الأساسية المستخدمة في أخذ العينة من الزغابات المشيمائية، والكثير من أنواع أخذ عينات السوائل الجسمية.
و أيضا يتم استخدامه في الخزعات الموجهة بواسطة الموجات الصوتية لخراج الثدي، تكيس الثدي، وللتورم المصلي.

## التحضير
العديد من التحضيرات مهمة قبل القيام بهذه العملية:
- عدم استخدام أسبرين أو مضادات الالتهاب الغيرستيرودية (البروفين والنبروكسين) لمدة أسبوع قبل العملية؛
- عدم تناول الطعام لبضع ساعات قبل العملية؛
- يجب اكمال فحوصات الدم الروتينية (بما فيها اختبار تجلط الدم) قبل أسبوعين من أخذ الخزعة
- تعليق استخدام الأدوية المضادة لتجلط الدم؛
- يمكن التأسيس للعلاج الوقائي بالمضادات الحيوية.

قبل البدء بالعملية يجب أخذ العلامات الحيوية (النبض، الحرارة، ضغط الدم، الخ..). وبعدها اعتمادا على طبيعة الخزعة يمكن وضع خط وريدي. ممكن تهدئة المرضى القلقون بواسطة الحقن في هذا الوريد. من الممكن وصف دواء المرضى الأقل قلقا عن طريق الفم (فاليوم) يتم وصفه قبل العملية.

## العملية
الجلد فوق المنطقة التي سيتم أخذ العينة منها يتم مسحه بواسطة محلول مطهر وكسوه بمناشف جراحية معقمة. الجلد، الدهون والعضلات التي تحته يجب تخديرها بواسطة بنج موضعي، مع انه غالبا غير ضروري مع الكتل السطحية. بعد تحديد مكان الكتلة التي يراد أخذ الخزعة منها، باستخدام الأشعة أو الجس، يتم ادخال ابرة خاصة ذات قطر رفيع في الكتلة. يجب ادخال الإبرة واخراجها عدة مرات . هناك العديد من الأسباب لذلك:

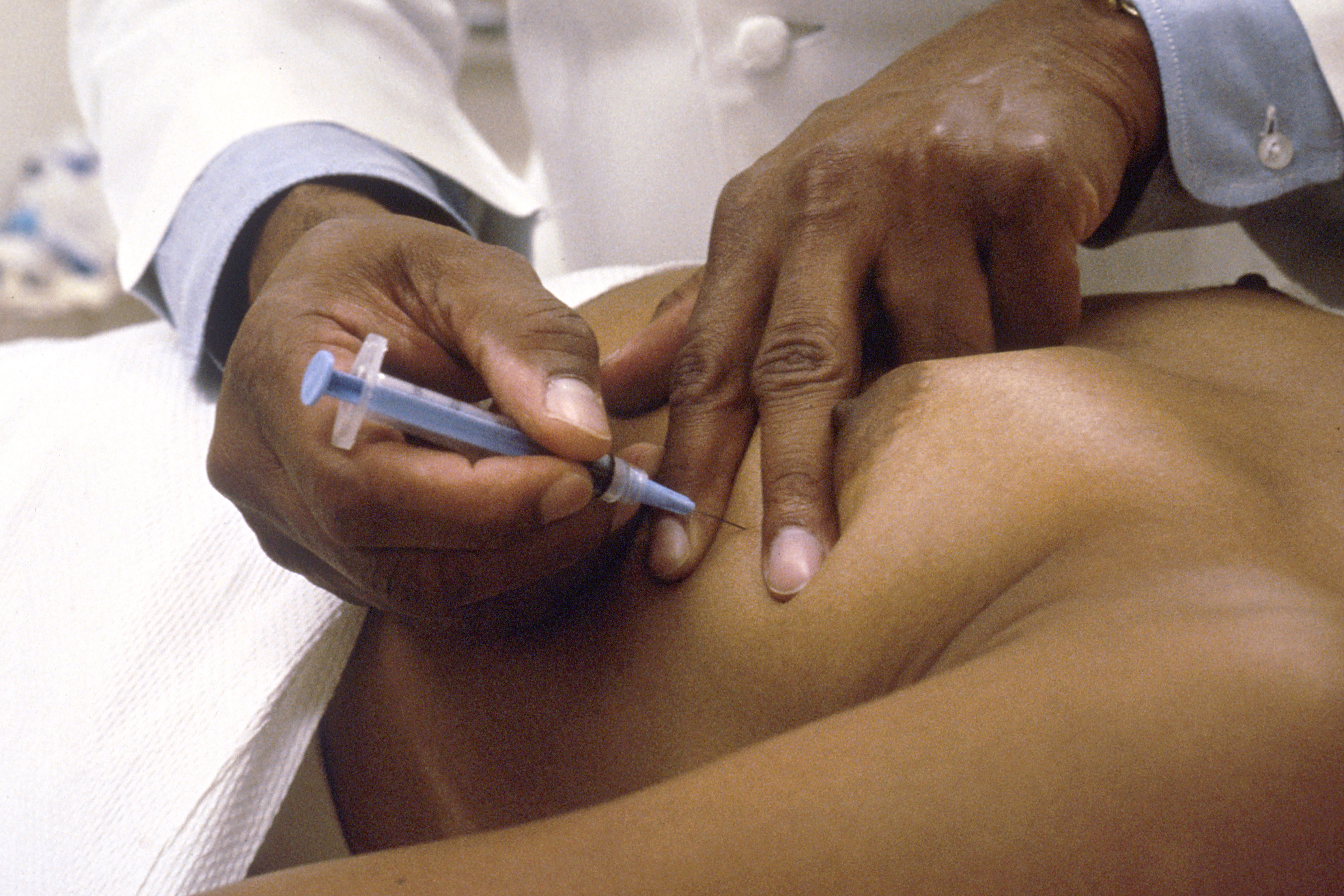
يد طبيب يقوم بأخذ خزعة بواسطة الإبرة لتحديد طبيعة الكتلة اما كيس مملوء بالسائل أو ورم صلب.

- من الممكن استخدام إبرة واحدة كدليل، والإبرة الأخرى يتم وضعها إلى جانبها للحصول على مكان أدق.
- أحيانا، نحتاج ان نمرر الإبرة عدة مرات للحصول على خلايا كافية للفحوصات المعقدة التي يقوم بها اختصاصو الباثولوجيا الخلوية.

بعد ادخال الإبرة بالكتلة يتم سحب الخلايا عن طريق الشفط بحقنة ومن ثم تمد على شريحة زجاجية. بعد ذلك تأخذ العلامات الحيوية للمريض مرة أخرى، وبعدها يتم أخذ المريض إلى منطقة المراقبة لحوالي 3 إلى 5 ساعات.
- لخزعات الثدي، تعتبر الخزعات الموجهة بواسطة الموجات الصوتية الأكثر انشارا.

## المضاعفات وعناية ما بعد العملية
كما مع أي عملية جراحية، المضاعفات محتملة، لكن المضاعفات الكبيرة بسبب الشفط بالإبرة الدقيقة نادرة، وعندما تحدث غالبا ما تكون خفيقة. نوعية وشدة المضاعفات تعتمد على العضو الذي تأخذ منه الخزعة أو العضو الذي أخذت منه الخلايا.
بعد العملية تستخدم مسكنات خفيفة للسيطرة على الألم الذي ينتج منها. لا يجوز إعطاء الأسبرين أو بدائله بعد 48 ساعة من العملية (إلا إذا كان الأسبرين يتم وصفه لحالة قلبية أوعصبية). بما أنه يتم الحفاظ على التعقيم خلال العملية، نادرا ما يحدث الالتهاب. لكن إذا حدث يتم علاجه بالمضادات الحيوية. النزيف هو من أكثر المضاعفات الشائعة بسبب هذه العملية. ممكن أن تظهر كدمة بسيطة. من الوارد جدا ان يرى كمية صغيرة من الدم في البلغم أو البول بعد العملية إذا تمت إجراء خزعة للرئة أو الكلية. خلال فترة المراقبة بعد العملية يجب أن يقل النزيف. إذا حدث النزيف يجب مراقبته حتى يتراجع. نادرا ما يتطلب إجراء عملية كبيرة لوقف النزيف.
المضاعفات الأخرى تعتمد على الجزء من الجسم الذي يأخذ منه الخزعة:
- خزعات الرئة غالبا ما تتسبب باسترواح الصدر (وهط الرئة). هذه المضاعفات غالبا ما ترافق الخزعات في الجانب العلوي من البطن بجانب قاعدة الرئة. حوالي ربع إلى نصف المرضى الذين تؤخذ خزعة من رئتهم يعانون من استرواح الصدر. غالبا درجة الوهط صغيرة وتنحل وحدها دون علاج. نسبة صغيرة من المرضى يعانون من استرواح صدر شديد يتطلب الذهاب إلى المستشفى ووضع أنبوب للصدر كعلاج. على الرغم من أنه من المستحيل التنبؤ بأي من المرضى ستحدث مثل هذه المضاعفات، وهط الرئة أكثر انشارا بالمرضى الذين يعانون من النفاخ، والمرضى الذين من الصعب أخذ الخزعة منهم.
  - ممكن أن يحدث تسرب الصفراء لخزعات الكبد ولكنه نادر.
  - خزعات البنكرياس ممكن أن تؤدي إلى حدوث التهاب البنكرياس.
  - ممكن أن يحدث نزيف أو كدمات للخزعات التي في منطقة الثدي، والالتهابات أقل حدوثا، ومن النادر جدا أن يحدث استرواح الصدر (إذا كانت المنطقة التي تؤخذ منها الخزعة بجانب جدار الصدر).
  - تم الإبلاغ عن وفيات بسبب الشفط بالإبر ولكنها نادرة جدا.

## النقد
أظهرت دراسة مؤخرا بأنه حصل في حالة لشفط ورم في الكبد بالإبرة انتشار للورم في مسرى الإبرة، وتوصلت هذه الدراسة إلى أن الشفط بالإبرة خطير وغير ضروري. الإستنتاجات التي تم التوصل إليها بسبب هذه الورقة تم نقدها بعد ذلك.

## نتائج البحث الحالية
قدمت دراسة مؤخرا تكنلوجيا تتيح تحليل مئات البروتينات للحد الأدنى من الشفط بالإبر الدقيقة الجارحة. هذه الطريقة تستند إلى باركود الحمض النووي لاستشعار الأجسام المضادة. حيث يتم فسخ الباركودات بواسطة التحلل الضوئي وكشفها رقميا بدون أي خطوات تضخيم. هذه الطريقة قدمت كمية عالية من الاستنساخ وحققت الحساسية للخلية الواحدة. بالإضافة إلى تصنيف الخلايا السرطانية، هذه الطريقة من ممكن أن تستخدم أيضا كأداة سريرية للتعرف على ردود المسارات للأدوية المستهدفة جزيئيا وللتنبؤ باستجابة الأدوية في عينات المرضى.